# Basilius Monner
Basilius Monner (né en 1500 à Weimar, mort le 16 janvier 1566 à Iéna) est un juriste allemand.

## Biographie
Dans sa jeunesse, Monner entre dans l'ordre de Saint Augustin. À l'époque du mouvement de Wittenberg, il s'inscrit à l'université de Wittenberg le 16 octobre 1521. En 1524, il est recteur de l'école latine de Gotha. Il occupe ce poste pendant onze ans et obtient pendant cette période une maîtrise dans les sept arts libéraux à Iéna. Une partie de l'Académie de Wittenberg est transférée à Iéna en 1527 à cause de la peste.
En 1535, il commence des études de droit à l'université de Wittenberg et, pendant cette période, il se rend en France, à Bourges, en 1538 en tant qu'envoyé protestant. Le 11 octobre 1538, il retourne à Wittenberg, où il reçoit son doctorat en droit le 16 janvier 1539. En février 1539, il devient membre d'une commission nouvellement fondée à Wittenberg, de laquelle doit émerger le premier ordre consistoire protestant, le Consistoire de Wittenberg, en 1542. Cette institution est à l'origine de tous les consistoires protestants.
L'une de ses premières tâches est une présentation sur la validité d'un engagement secret. Monner semble avoir été incertain sur cette question, c'est pourquoi il consulte Martin Luther, chez qui il avait trouvé un logement pendant ses études (c'est pourquoi il est également mentionné dans les Propos de table de Luther en août 1537, accompagné de Melanchthon comme "Magister Basilius"). Luther répond que de telles fiançailles devraient être considérées comme nulles puisque les parents ont également leur mot à dire. Dans ce contexte, Luther rejette le droit canonique, Canon Sufficiat, comme étant impie. Cet événement semble également avoir influencé Monner dans ses écrits ultérieurs.
Cependant, son service au sein de la commission est de courte durée. Le 10 octobre 1539, il devient conseiller de Jean-Frédéric de Saxe et précepteur de ses fils. Dans ce rôle, il assiste notamment à la défaite de la branche ernestine lors de la bataille de Muehlberg et la perte de sa dignité électorale due à la capitulation de Wittenberg. Après que Monner reprend la formation du duc Jean-Frédéric III de Saxe-Gotha le 30 septembre 1554, il intègre le nouveau "Gymnasium" (c'est-à-dire un lycée qui n'a pas les privilèges impériaux des universités) à Iéna à l'automne 1554, en tant que professeur de droit au lycée. En tant que participant au colloque de Worms en 1557, il assiste à l'élévation du lycée au rang d'université d'Iéna le 15 août 1557. L'université d'Iéna donne ses premiers cours le 2 février 1558. Monner est l'un des premiers professeurs de la faculté de droit aux côtés de Matthias Wesenbeck, où ils enseignent ensemble les institutions. Monner travaille particulièrement dans le domaine du droit du mariage protestant. Il combine les fondements traditionnels du droit canonique du mariage avec les nouvelles exigences de la Réforme protestante et se base sur le droit romain du mariage.
Monner assume également des tâches d'organisation à l'université d'Iéna et est recteur de l'académie d'Iéna au semestre d'hiver 1557-1558. Il est également un partisan des gnésio-luthériens, fortement représentés à Iéna, mais est épargné par les mesures contre Matthias Flacius et ses partisans dans les années 1560.
Alors que certains écrits de Monner traitent du droit de résistance contre les autorités ou de la légalité de la guerre de Smalkalde, le domaine principal de son travail réside dans l'élaboration d'un droit protestant sur le mariage qui utilise le droit canonique, mais il devient indépendant de la doctrine juridique papale dans ses principes fondamentaux.
Son ouvrage Tractatus duo, prior de Matrimonio, posterior de clandestinis Conjugiis: una cum Decisioni Quaestionis: ecquid Sacerdotorum in Ecclesiis reformatis maritorum Liberi sunt legitimi?, paru d'abord en deux parties séparément en 1560 et 1561, puis réunies en 1603, est mis à l’Index librorum prohibitorum le 18 novembre 1619.

## Famille
Monner épouse Catharina Wend (née en 1523 à Arnstadt, morte le 16 mai 1594 à Iéna), la fille du bourgmestre d'Arnstadt Andreas Wend. Des enfants sont issus du mariage. Parmi eux, nous connaissons 
- Basilius Monner junior (né à Weimar, mort le 17 mai 1563 à Iéna)
- Christoph Monner
- Katharina Monner (née le 10 décembre 1547 à Weimar, morte le 4 octobre 1631 à Iéna) mariée en premier au professeur Johann Mylius (mort le 3 juillet 1575 à Iéna) et en deuxième noces en 1579 au professeur Jacob Flach (né le 4 novembre 1537 à Iéna, mort le 19 juillet 1611 dans la même ville)
- Maria Monner (née en 1550, morte le 24 mai 1609 à Iéna) mariée en premier au maître de chai Simon Stöpfel à Weimar et en deuxième noces avec le professeur d'Iéna Justus Ludwig Brysomann (né vers 1525 à Triptis, mort le 19 août 1585 à Iéna), une troisième fois en 1590 avec le conseiller de Leipzig Melchior Brauer (né vers 1556 à Leipzig, mort le 3 septembre 1600 dans la même ville).

Après sa mort en 1566, la veuve de Monner épouse le médecin Johannes von Schröter (vers 1515-1595) avec qui elle aura six autres enfants.